# AD+PD
AD+PD, anche scritto ADPD, è un partito politico verde e progressista maltese.
Il partito è stato fondato il 17 ottobre 2020 dalla fusione dei due partiti secondari più importanti di Malta, Alternativa Democratica (AD) e il Partito Democratico (PD).

## Storia
I colloqui per l'unificazione sono stati iniziati a settembre 2019 dai leader di entrambi i partiti e sono stati annunciati nel dicembre 2019.
Il presidente dell'AD Carmel Cacopardo aveva affermato che entrambi i partiti avevano concordato in linea di principio sui temi principali e stavano lavorando insieme per portare avanti il movimento.
Il partito è stata ufficialmente denominato come "AD+PD" il 1º agosto 2020 quando entrambi i partiti si sono incontrati e hanno firmato un accordo per avviare il processo di fusione. Da quel momento in poi entrambi i partiti hanno promesso di lavorare come un'unica entità con un team di transizione. Il 17 ottobre 2020 entrambe le parti si sono unite con successo in un unico partito sotto un esecutivo di transizione, in preparazione alla prima assemblea generale annuale che si è tenuta a maggio 2021.
Alle elezioni parlamentari del marzo 2022, prima prova elettorale, il partito ha ottenuto l'1,61% dei voti, risultando il terzo partito per numero di voti.

## Leader
- Carmel Cacopardo (2020 - 2023)
- Sandra Gauci (2023[10] - in carica)

## Risultati elettorali

### Elezioni parlamentari
| Elezione          | Voti  | %    | Seggi  |
| ----------------- | ----- | ---- | ------ |
| Parlamentari 2022 | 4 747 | 1,61 | 0 / 67 |

### Elezioni europee
| Elezione     | Voti  | %    | Seggi |
| ------------ | ----- | ---- | ----- |
| Europee 2024 | 3 019 | 1,19 | 0 / 6 |